# 丁晏

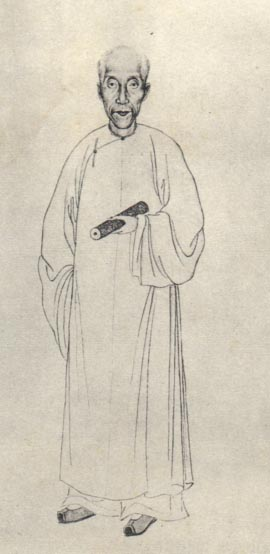
丁晏

丁 晏（てい あん、Ding Yan、1794年 ‐ 1875年）は、清末の儒学者。字は柘堂。

## 生涯
江蘇省淮安府山陽県出身。1821年、挙人となる。1853年、江南・江北に太平天国の勢力が及ぶと、総督・巡撫の呼びかけに応じて、団練を率いて戦った。1860年には再び団練を率いて淮河一帯で捻軍と戦い、侍読銜内閣中書加三品銜を授けられた。郷里のために堤防を建設し、城壁を修築し、運河を浚渫するなど尽力した。またアヘン禁止論を唱えた。

## 学問
『尚書』を研究し梅賾の『古文尚書』を王粛の偽作と断じた。また鄭玄の学問を好み、『三礼注』や『毛詩鄭箋』を研究し、『毛鄭詩釈』『鄭氏詩譜考正』『三礼釈注』などを著した。儒学者の立場としては漢学（考証学）と宋学のどちらも尊重する態度をとった。著作には『周易述伝』『孝経述注』など47種・136巻があり、『頤志斎叢書』としてまとめられている。